# Liceo Militar General Belgrano
El Liceo Militar General Belgrano (LMGB), fundado en 1947, es un instituto preuniversitario de educación militar del Ejército Argentino con sede en Santa Fe y dependiente de la Dirección General de Educación a través de la Dirección de Educación Preuniversitaria del Ejército.
A pesar de contar, actualmente, con tres niveles educativos, su eje central es la educación secundaria de alumnos voluntarios denominados cadetes. Éstos reciben instrucción militar del arma de caballería lo que les permite pasar a la reserva como subtenientes de esa arma. Al finalizar la trayectoria académica, los cadetes obtienen el título de bachiller.

## Historia
El Liceo Militar General Belgrano fue creado por un decreto del entonces Presidente de la Nación, el general Juan Domingo Perón el 10 de noviembre de 1947. Los considerandos del Decreto dicen: 
“Que los Liceos militares cumplen satisfactoriamente la finalidad y los propósitos para los cuales han sido creados, alcanzando a través de su funcionamiento un elevado prestigio como Institutos de elevada enseñanza, basado en un sistema pedagógico e internado militarizado” 
“Que además de constituir una fuente de formación de oficiales de reserva eficientes, se forman en ellos eficientes bachilleres educados en un ámbito sano y altamente patriótico, cualidades esenciales que han de repercutir notablemente cuando se vuelquen hacia las universidades del país y más tarde aún, al egreso de las mismas, constituyendo una generación de profesionales formados bajo el mismo régimen de estudios que ha sido orientado hacia el verdadero sentido de la argentinidad”.
La intención inicial era poder alcanzar con la oferta educativa a los ciudadanos del litoral.
Su primer asentamiento fue en el barrio Las Flores (Ruta 11, kilómetro 474). La elección de dicho lugar fue en carácter provisoria aunque su permeancia fue hasta el año 1979. El edificio perteneció anteriormente al Hogar José Manuel Estrada.

La inauguración tuvo lugar el 1 de abril de 1948 con una misa, la entrega de un distintivo de la Orden del Sol a los docentes y una formación militar con la presencia del entonces director de Institutos Militares del Ejército, General Ángel Solari y el Gobernador de la provincia, Waldino Suárez. Frente a 150 nuevos ingresantes, su primer director, Teniente Coronel Dalmiro Jorge Adaro, en el discurso inaugural dijo que:
"la efigie del General Belgrano presidirá toda la vida del cadete del Liceo y su espíritu inspirará a todos los caballeros en este Instituto porque es el patrono tutelar y el señorío de la orientación hacia el rumbo que busca el argentino ideal de una Patria grande y soberana , como nos legaron nuestros antepasados" 
La vida de los cadetes era igual al del primero de los liceos, el Liceo Militar General San Martín. Solo podían ser masculinos y su régimen era de internado de lunes a viernes. Además de la formación académica, recibían instrucción castrense, vestían uniforme del Ejército y adquirían estado militar en los últimos años.
El 7 de julio de 1947, la primera camada de cadetes, pertenecientes a la llamada promoción fundadora, recibió el uniforme en una formación presidida por el director del instituto con la presencia del gobernador provincial y miembros eclesiásticos. En 1952, egresó la primera promoción como Bachilleres y Subtenientes de Reserva del Arma de Infantería.
El 11 de octubre de 1974 el teniente primero (post mortem) Juan Carlos Gambandé del LMGB fue víctima de asesinato por parte de la guerrilla que asolaba al país.
En el año 1979, el Liceo se trasladó a la localidad de Recreo, a 15 Km hacia el norte de la ciudad de Santa Fe.
Hasta 1992, el perfil de la instrucción militar era del arma de infantería. En 1993, en el marco de una reestructuración de todos los liceos militares argentinos, el Belgrano pasó a tener las estructuras, formalidades y tradiciones del Arma de Caballería. A partir de entonces, los egresados lo hacen con el diploma de Subteniente de Reserva del Arma de Caballería. Asimismo, se incorporó la modalidad de medio pupilo pudiendo, aquellos que tienen su hogar próximo, regresar a los mismos al finalizar las actividades de la tarde.
En el año 1995 ingresó la primera promoción con integrantes femeninos al Instituto. Asimismo, se abrió los niveles inicial y primario.
A mediados del año 2009, el Liceo cambió nuevamente de sede. Entonces se trasladó al cuartel que había sido del Regimiento de Infantería 12, ubicado en el centro de la ciudad de Santa Fe. Eso se hizo en el marco de un convenio entre la provincia y el Ejército Argentino. La primera se hizo cargo de la reparación y adecuación de los edificios que estaban prácticamente abandonados mientras el segundo le cedería las instalaciones de Recreo, que quedarían en desuso.

## Oferta académica
La oferta abarca desde el nivel inicial al secundario. Este último fue la razón de ser de la creación del Liceo. 
La oferta del secundario garantiza una formación que posibilite a sus egresados adquirir capacidades para la apropiación permanente de nuevos conocimientos, para la continuidad de estudios superiores, para la inserción en el mundo de trabajo y para participar de la vida ciudadana egresando como Bachilleres en Ciencias Naturales y Ciencias Sociales y, cuando los padres o tutores opten por ello, formarse y egresar como Subtenientes de Reserva del Arma de Caballería.
Más de 10.000 Cadetes y alumnos pasaron por las aulas del Liceo Militar General Belgrano. De ellos, más del 80% logró un título universitario, ocupando funciones de relevancia en diferentes planos militares, profesionales, políticos, artísticos y culturales.

## Instalaciones
El actual emplazamiento, cuenta con una superficie de 10,5 hectáreas, de las cuales 25.000 m² se encuentran cubiertos y 82.000 m² al descubierto, además de un espacio apartado destinado a las actividades hípicas en disciplinas como salto, polo y equitación.
Este predio cuenta con un amplio pulmón verde, único en su tipo, que posibilita a sus alumnos la práctica de deportes y otras actividades, en un espacio plenamente arbolado, libre de la contaminación acústica de las grandes ciudades.
Para completar, se suman aulas especiales, laboratorio de idiomas, física y química, informática, biblioteca, cine, salón de actos y sala de multimedios.

## Últimos directores
- 1991/92: Coronel A Raúl Azcoaga.
- 2011: Coronel C Carlos Guillermo Bollati Segura.
- 2012/14: Coronel C Daniel Alberto Otero Machado.
- 2015/16: Coronel C Norberto Pedro Zárate[10]
- 2017/18: Coronel C Sergio Román Taboada
- 2019/21: Coronel C Francisco Cajal[11]
- 2022/2023: Coronel Álvaro José Cornejo Diez.
- 2024/actual: Teniente Coronel José Alberto Queiruga

## Egresados
Antonio Bonfatti, exgobernador de Santa Fe.
Capitán (PM) Rubén Eduardo Márquez, muerto en combate en la Guerra de Malvinas.
Teniente Primero (PM) Alberto Rolando Ramos.

## Egresados muertos en la Guerra de Malvinas
El 30 de mayo de 1982, murió en Bluff Cove Peak en acciones de combate, el capitán (post mortem) Rubén Eduardo Márquez perteneciente a la compañía de Comandos 602. Pertenecía a la promoción XIX.
El 11 de junio de 1982, el entonces teniente (luego ascendido post mortem) Alberto Rolando Ramos, promoción XXIII del Liceo, se desempeñaba como observador adelantado del Grupo de Artillería 3 en las posiciones del Regimiento de Infantería 7 en Monte Longdon. En esas circunstancias muere en combate.